# 船越村 (長崎県)
船越村（ふなこしそん）は、長崎県下県郡にあった村。1955年（昭和30年）に南隣の雞知町と合併し、美津島町となった。
現在の対馬市美津島町の北部にあたる。

## 地理
対馬島の中部に位置する。東西の海岸部は複雑に入り組んだリアス式海岸を為し、海域には多数の島々が点在する。
- 山：浅茅山（大山岳）、紺青岳、天道山、中岳、古家岳、鼓岳、大小浦山、大崎山、メボシマ山、明神岳、大平山、大ビラ山、クチモ山、姫神山、折瀬山、オキビラ山
- 島嶼：沖ノ島[2]、赤島、泊島[3]、黒島、箕島、鼠島、小鼠島、鷲島、猪子島、仁兵衛島、海徳島、本ノ島[2]、中ノ島[2]、八点島、島ノ壇島、東泉島、弁天島、番頭島、枇杷島、二子島、太郎島、丸島、京ヶ島、草島、千鳥島、大千切島、麦島、大仏島、小仏島
- 港湾・海域：浅茅湾（濃部浅茅湾）、三浦湾、万関瀬戸、大船越瀬戸、住吉瀬戸（紫瀬戸）、三浦湾漁港、大船越漁港、鴨居瀬漁港、芦浦、玉調浦

## 沿革
当村域の一帯について、中世は「与良郡」の一部、近世は「与良郷」の一部に属した。また『津島紀事』によれば、与良郷内には1府30村が属していたとされる。与良郷は対馬島内の他の各郷とともに明治5年に廃止された。
- 1908年（明治41年）4月1日 - 島嶼町村制施行により、大船越村・久須保村・緒方村・犬吠村・大山村・小船越村・鴨居瀬村・賀谷村・芦浦村・濃部村が合併し下県郡船越村が発足[8]。
- 1926年（大正15年） - 村役場を大船越から小船越に移転。
- 1955年（昭和30年）3月1日 - 雞知町と合併して美津島町が発足し、船越村は自治体として消滅。

## 地名
大字を行政区域とする。
- 犬吠（いぬぼえ）
- 大船越（おおふなこし）
- 緒方（おかた）
- 大山（おおやま）
- 鴨居瀬（かもいせ）
- 賀谷（がや）
- 久須保（くすぼ）
- 小船越（こふなこし）
- 濃部（のぶ）
- 芦浦（よしがうら）

## 名所・旧跡
- 梅林寺
- 松村安五郎・吉野数之助顕彰碑[9]